# Липовец при Шкофји васи
Липовец при Шкофји васи (словен. Lipovec pri Škofji vasi) је насељено место у општини Цеље, Савињска регија, Словенија.

## Историја
До територијалне реорганизације у Словенији био је у саставу старе општине Цеље.

## Становништво
У попису становништва из 2011. године, Липовец при Шкофји васи је имао 48 становника.
| Број становника према пописима | Број становника према пописима | Број становника према пописима |
| ------------------------------ | ------------------------------ | ------------------------------ |
| 1991                           | 2002                           | 2011                           |
| 25                             | 35                             | 48                             |

Напомена: До 1955. исказивано под именом Липовец.